# Lisa Nestler
Lisa Nestler (* 22. Juni 2001) ist eine deutsche Schauspielerin.
Lisa Nestler spielte in der 18. und 19. Staffel in der deutschen Fernsehserie Schloss Einstein die Rolle der Schülerin Karlotta „Lotta“ Schmied.

## Filmografie
- 2014–2015: KI.KA LIVE: Schloss Einstein Backstage
- 2015–2016: Schloss Einstein